# Gran Columnata de Palmira

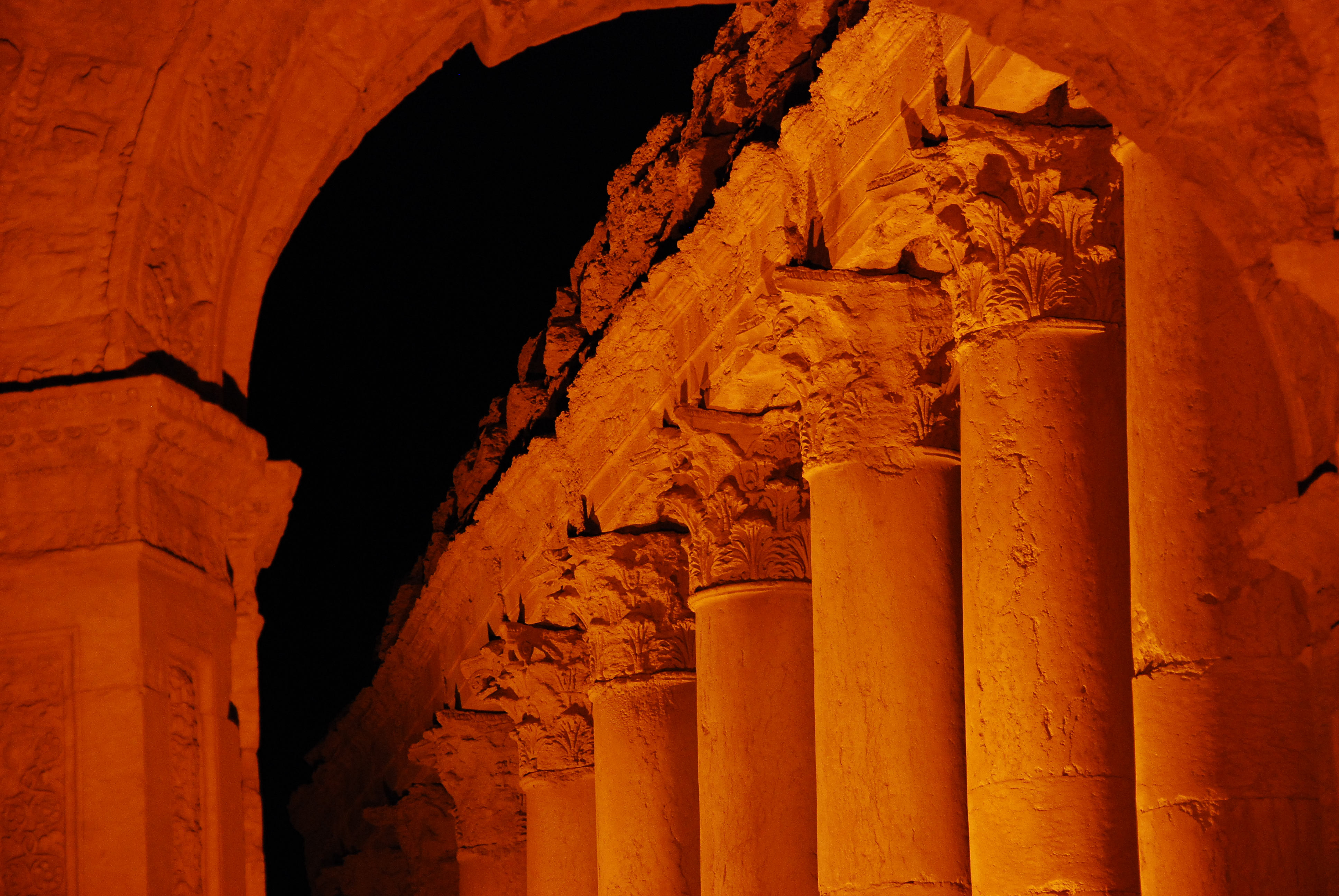
Detall capitells de la gran columnata

La Gran Columnata, nom donat pels arqueòlegs, és el carrer principal de l'antiga Palmira, a Síria, i representa un important jaciment arqueològic al centre de la ciutat. Va ser la principal avinguda columnata, amb unes 750 columnes alineades a tots dos costats i flanquejada per pòrtics d'una amplada de set metres; amb més d'un d'un quilòmetre de llarg i 11 metres d'ample, va ser construïda a partir del segle ii dC i recorria la ciutat d'est a oest, des de prop del temple de Baal i els «banys de Dioclecià» fins al campament de Dioclecià, i el temple Funerari.
Està formada per tres seccions que es van construir per separat al llarg dels segles ii i iii: la més antiga és l'occidental i comença a la Porta oest, al costat del temple Funerari; l'oriental s'estén des de l'Arc de Triomf, al centre de Palmira, fins a l'entrada del Temple de Baal, i la secció central, l'última en ser edificada, serveix com a punt d'unió i continuïtat entre les altres dues columnates.
Va ser declarada Patrimoni de la Humanitat per la UNESCO el 1980 dins el conjunt «Lloc de Palmira» i el 20 de juny de 2013 es va incloure a la llista del Patrimoni de la Humanitat en perill per alertar sobre els riscos a què estava exposada a causa de la Guerra civil siriana.

## Columnes corínties
Les columnes més antigues de la columnata, sobretot les de la part occidental, es van construir utilitzant la tècnica opus emplectum; estan formades per de sis a vuit seccions més petites. A partir del 220 el mètode de construcció es va substituir per l'anomenada tècnica opus palmyrenum segons l'historiador Marek Baranski, on les columnes només tenen tres seccions i va ser empleada per les seccions central i oriental de la columnata. Presentaven també motius decoratius amb estatuetes de bronze i inscripcions, com les descobertes davant del teatre amb dedicatòries a la reina Zenòbia, del segle iii.